# Storia del termalismo

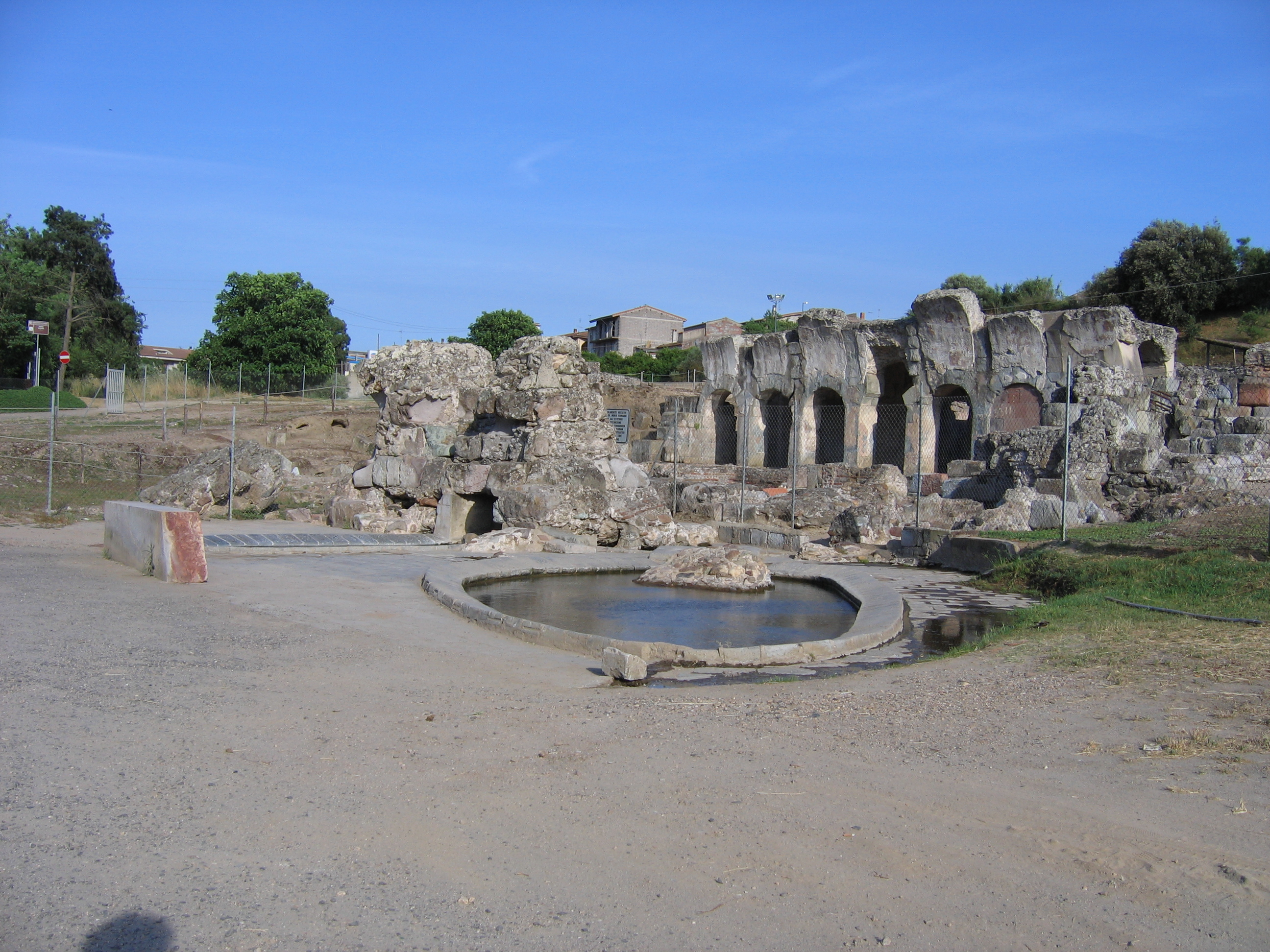
Terme antiche

Il termalismo è quella branca della medicina che si occupa dell'effetto benefico delle acque termali sull'organismo. Viene praticato in appositi edifici chiamati terme o stazioni termali, edifici pubblici o privati situati in corrispondenza di sorgenti termali, in cui si sfruttano le proprietà terapeutiche dei vari tipi di acqua.

## Il culto dell'acqua

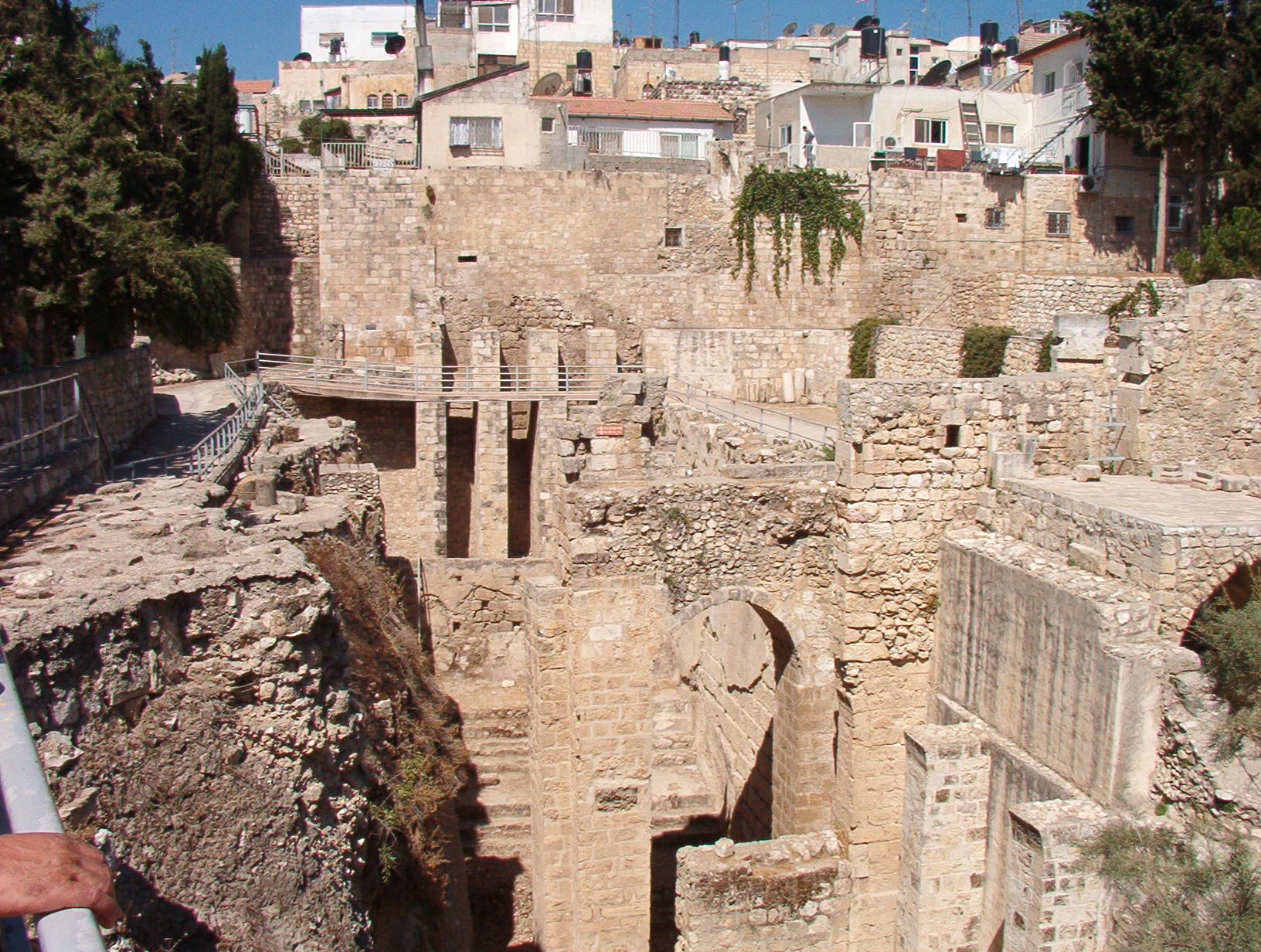
Resti piscina di Betzaeta a Gerusalemme

Sin dagli albori della storia l'acqua è stata spesso considerata uno degli elementi principali del cosmo. È possibile trovare prove di questa teoria in numerosissime cosmogonie come quella indiana, assirobabilonese e persino nella cosmogonia biblica (libro della Genesi). Per molti popoli, quali gli egizi, i greci, i finnici, sorgenti, laghi, fiumi, erano spesso oggetto di culto e di sacrifici propiziatori. Addirittura secondo il primo filosofo della storia, Talete, l'acqua rappresentava l'elemento generatore del cosmo intero, il cosiddetto Archè. Già nei tempi più antichi, la sacralità delle acque era spesso associata all'attività terapeutica come nel caso del Giordano e del Nilo l'immersione nei quali aveva l'intento di curare i mali corporei oltre che, ovviamente, anche quelli spirituali.
Altri esempi eclatanti sono quelli della Piscina Probatica di Gerusalemme il cui bagno, una volta sceso l'Angelo del Signore, guariva da ogni genere di malattia e quello del Gange, fiume adorato dagli Indù come divinità: si ritiene che berne l'acqua possa consentire all'anima, una volta esalato l'ultimo respiro, di salire in cielo. Per gli induisti una vita non è completa se non vi si è bagnati nel Gange almeno una volta nella propria esistenza. Nell'esperienza ellenica, primo vero e proprio esempio di medicina nella storia, i templi di Asclepio (dio della medicina) sorgevano sempre nelle vicinanze di una sorgente di acqua fresca e pura. Il più famoso di questi è il tempio situato sull'isola di Coo, sede della scuola Ippocratica.
Le terme in Italia erano apprezzate fin dai tempi degli Etruschi, si racconta che il re Porsenna amava passare le acque a Chianciano.

## Il termalismo a Roma

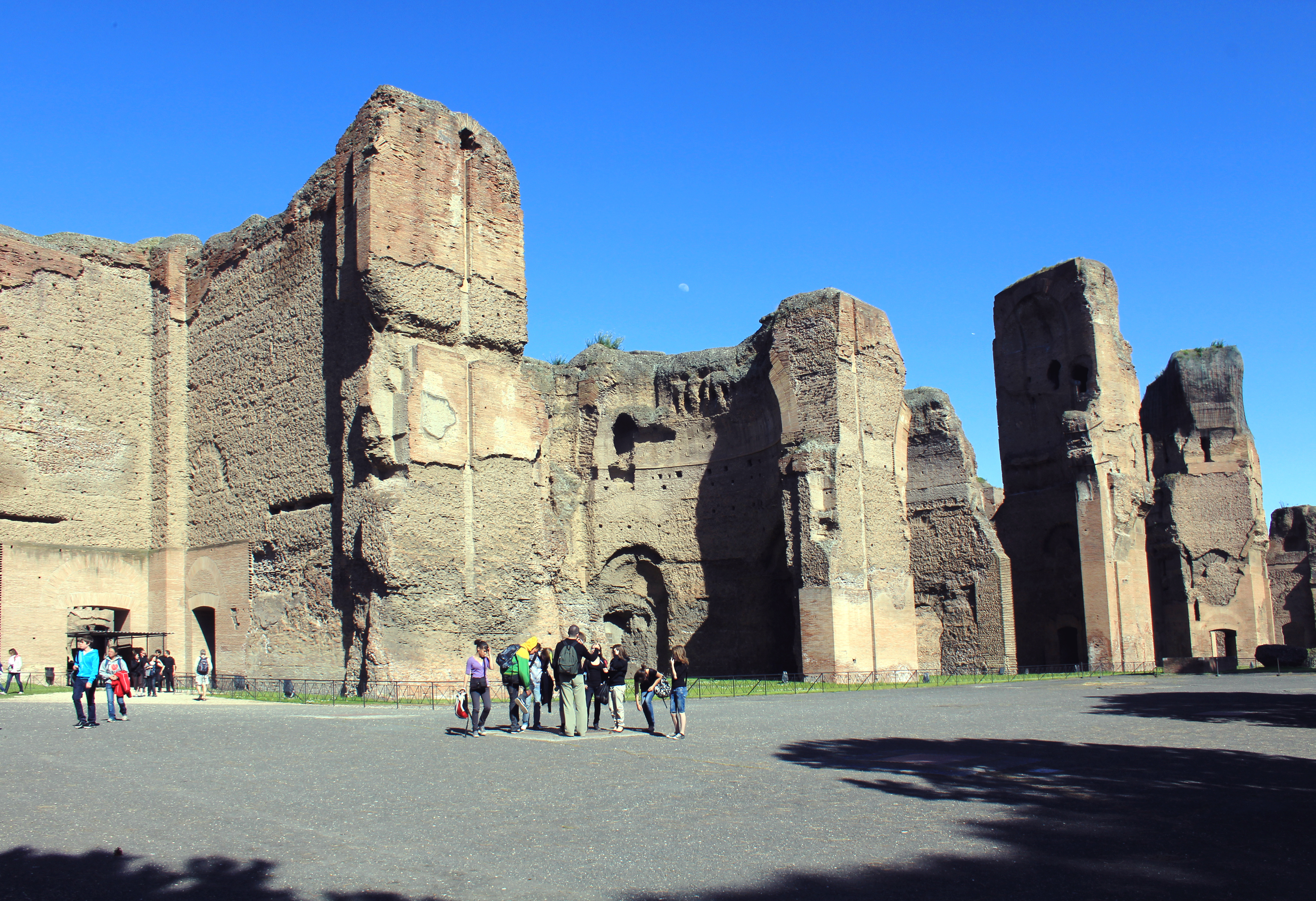
Veduta delle terme di Caracalla

Si ritiene che presso i Romani le prime acque usate per la loro azione terapeutica fossero le Aquae Albulae: molti autori testimoniano sulle notevoli proprietà curative e sulle particolari caratteristiche di queste acque. Successivamente vennero utilizzate altre sorgenti come quelle di bagni di Stigliano, Chianciano, Abano o le Terme Apollinari del Bracciano e le Terme di Imera. Senza alcun dubbio, però, le sorgenti termali favorite dai Romani erano quelle del golfo di Napoli: Pompei, Pozzuoli, Ischia, Baia. Inoltre, anche nei territori conquistati sorsero diverse, e talvolta grandiose, terme: ne sono esempio quelle di Bath, Baden, Luchon, Aix-les-Bains. Tuttavia è nella Roma Imperiale che la pratica del bagno termale subisce un notevole sviluppo, diventando un fenomeno sociale di rilevante importanza legato soprattutto all'igiene e alle salute pubblica.
Inizialmente esistevano dei piccoli bagni pubblici, i balnea, dove era possibile rinfrescarsi e lavarsi, finché, nel corso del I secolo a.C. Sergio Orata, ricco imprenditore dell'epoca, concepì l'idea di realizzare una vera e propria stazione termale, la prima nella storia. Lungo la costa dei campi Flegrei, infatti, in Campania, vi era l'abitudine di curarsi con i vapori bollenti delle sorgenti. Tali vapori venivano convogliati in piccole stanze, i Laconica, dove si entrava e si sudava. Secondo i romani tale pratica era molto utile per eliminare gli umori delle malattie o, quantomeno, per ripristinarne le giuste proporzioni. Orata capì che era possibile imitarne la natura facendo passare dell'aria calda attraverso le pareti e nei pavimenti, in modo tale da riscaldare le acque e gli ambienti e inventò, quindi, l'ipocausto.
Le terme romane erano costituite da più ambienti che costituivano il percorso da fare durante il bagno termale: il calidarium, spesso preceduto dai laconica o dalla natatio, il frigidarium e il tepidarium. Il processo consisteva in una prima immersione nel calidarium, bagno caldo atto a far dilatare i pori della pelle per consentire la fuoriuscita degli umori in eccesso. Il bagnante passava poi al frigidarium, in modo tale da far tonificare i muscoli e richiudere i pori onde evitare l'eccessiva emissione di umori vitali, e al tepidarium per un rilassamento finale. Il bagno consisteva, quindi, in una ginnastica vascolare idrica con un'attivazione del metabolismo generale. Le terme più importanti erano quelle di Traiano e, successivamente, quelle di Caracalla e di Diocleziano (le più grandi di Roma antica).

## Il Medioevo

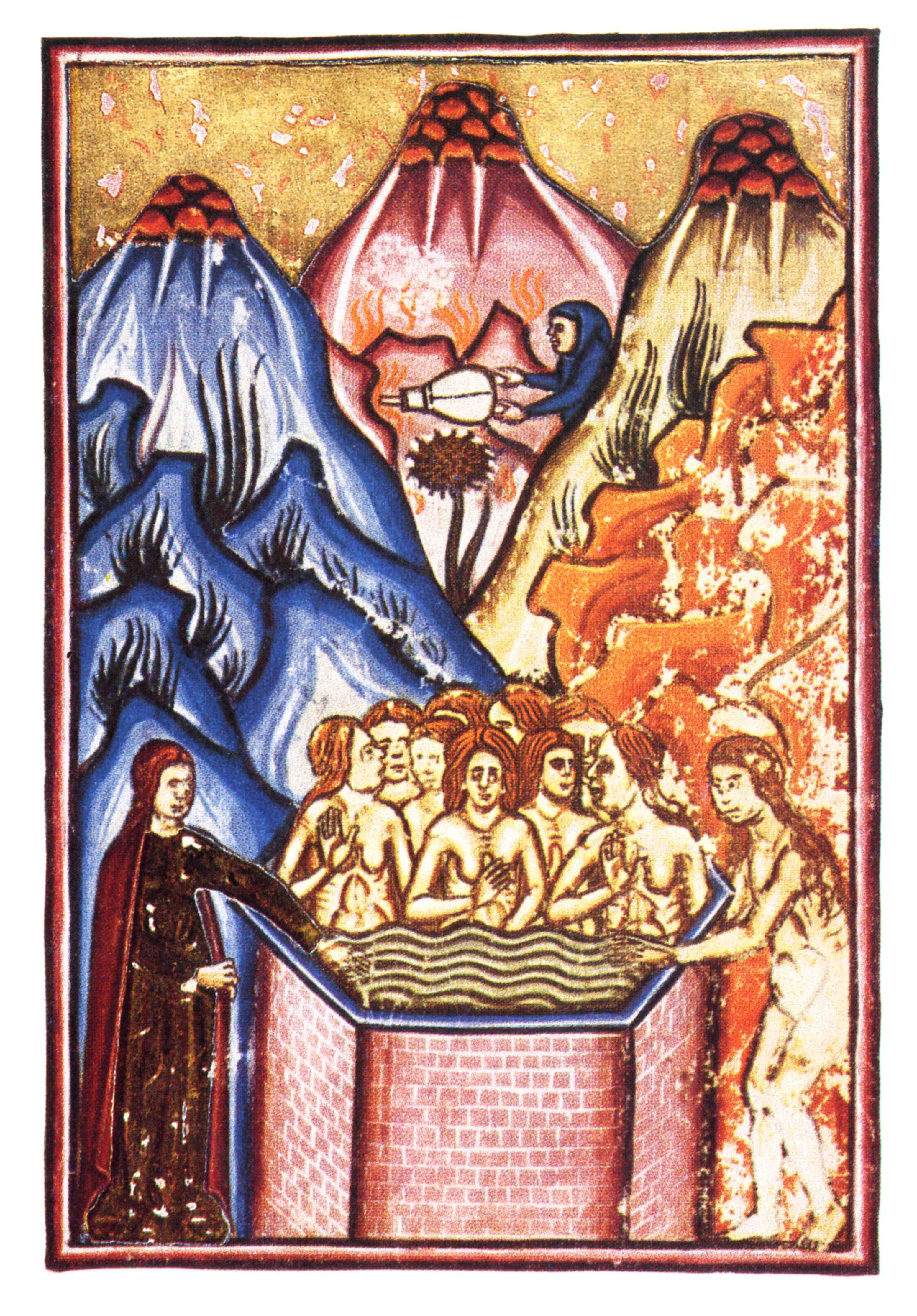
Miniatura medievale raffigurante il "balneum sulphatara", utile per la fertilità femminile

Con il declino dell'impero romano le terme non vengono più utilizzate sia a causa dell'influenza cristiana, che le vedeva come un simbolo pagano e un luogo di corruzione e lussuria, ma anche e soprattutto a causa delle invasioni barbariche che, soprattutto per opera di Vitige, causarono gravissimi danni agli impianti idraulici delle terme, impedendone il corretto funzionamento e causandone, quindi, la chiusura. Solo ai primi anni del Medio evo si cercò di riattivare tali opere in disuso e a ripristinare le antiche sorgenti a scopo curativo. Furono molte le iniziative di rinnovamento come nel caso delle terme di Abano o di Calmiero. Furono inoltre valorizzate terme come quelle di Salsomaggiore e Montecatini. In questo periodo, dunque, anche grazie alla scoperta di nuove sorgenti termali, l'idrologia viene assunta come una vera e propria pratica terapeutica: si tenta, perciò, di approfondire maggiormente i meccanismi d'azione delle varie acque in base alla natura delle sorgenti stesse (sulfuree, ferruginose, nitrose, albuminose, ecc.) e, in base a ciò, capire quali potessero essere i diversi benefici.
Inoltre, oltre al bagno e alla bibita (bevanda a base di acqua addizionata ad oligoelementi o sostanze sulfuree da assumere in caso di problemi gastro-intestinale), si inizia a fare ricorso alle inalazioni di vapori provenienti dalle sorgenti e alle applicazioni di quei fanghi che si depositavano nelle vicinanze delle sorgenti stesse. Diversi autori di fine Medio evo si interessarono a studi idrologici tracciando, peraltro, le linee guida sulla metodologia, l'igiene e la dietetica da seguire durante una cura termale. Addirittura sorse un'importante scuola medica presso le terme Puteolane di Pozzuoli, in netto antagonismo con la celeberrima Scuola medica salernitana. Indubbiamente l'opera più importante, che spiega dettagliatamente le idee del tempo sulle indicazioni terapeutiche, sull'uso e la classificazione delle acque è il De balneis thermis naturalibus di Michele Savonarola.

## Il Rinascimento
Le cure termali guadagnano una fama ancora maggiore durante il Rinascimento, grazie soprattutto allo sviluppo della stampa che permise una rapida diffusione di opere idrologiche. Tuttavia, nonostante il termalismo si diffondesse sempre di più, lo stesso non si può dire per le conoscenze sull'azione delle acque. Si dava ancora largo conto, infatti, al concetto umorale: l'acqua introdotta nel corpo, mediante vari tipi di azione terapeutica, era in grado non solo di scacciare dall'interno dell'apparato digerente gli umori nefasti e i veleni, ma anche di richiamare a sé gli umori alterati da tutti gli altri distretti corporei, ottenendo, attraverso la depurazione dell'organismo, la guarigione o il miglioramento della malattia. Una delle poche novità rispetto al passato era la presenza di strumenti da utilizzare nelle cure ginecologiche locali. Oltre a ciò, si iniziava però a riconoscere azioni più specifiche per i vari tipi di acque: inizia quindi a esserci un primo vero e proprio differenziamento delle pratiche idrologiche (ad es. malattie della pelle trattate con acque sulfuree, problemi ginecologici con bagni salso-iodici ecc.). Inoltre, nel XVI secolo, oltre alla normali regole igienico-sanitarie, si iniziarono a consigliare anche pratiche come il salasso o l'applicazione di ventose prima e dopo i bagni e a prepararsi alla cura idrologica utilizzando dei purganti per depurare il corpo, in modo tale da facilitare la cura stessa e, infine, di fare del moto dopo il bagno o la bibita per mantenere in movimento gli umori messi in moto dalle cure.

## L'idrologia come scienza

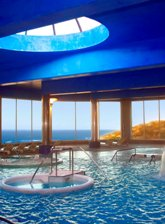
Piscina per talassoterapia

Il XVIII è il secolo del metodo sperimentale che, ovviamente, contagia anche l'idrologia: è in questo periodo, infatti, che discipline come chimica e fisica subiscono un importante sviluppo consentendo uno studio più approfondito delle varie acque. Si iniziò a riconoscere dai primi studi la presenza di un “principio vivificatore” che conferiva alle acque una determinata, particolare caratteristica, irrealizzabile in laboratorio. Durante tutto il corso del Settecento andò sempre più delineandosi il concetto di azione chimico-farmacologica delle acque che portò, nell'800, ad assumere l'idrologia come una vera e propria scienza, anche per quel che riguarda le osservazioni chimiche: molti scienziati, quali Redi, Galvani, Spallanzani, Morgagni, scrissero su argomenti idrologici. Le stazioni termali non vengono più considerati come luoghi di incontro e di svago ma vengono viste, finalmente, come dei veri e propri presidi medici. L'acqua viene concepita come un potente strumento farmacologico: già dal ‘700, per la prima volta, si studia la possibilità di adottare la talassoterapia per le forme ghiandolari e ossee della tubercolosi.
Ciò porta alla costruzione, nel 1796, in Inghilterra, del primo ospedale per la talassoterapia dei bambini. Le acque vengono quindi analizzate sia dal punto di vista chimico che fisico evidenziando singolari caratteristiche dovute al “principio vivificatore” che pian piano viene riconosciuto sotto forma di dissociazione ionica, presenza di gas rari (elio, neon, cripton) o di particolari sostanze chimiche. Sarà solo qualche decennio dopo che sarà riconosciuta la vera causa della peculiarità delle varie acque: la radioattività. L'acqua diventa quindi un “complesso organismo vivente dall'instabile equilibrio” impossibile da realizzare artificialmente. Diventa numerosa la letteratura idrologica e in Italia e in Europa, soprattutto in Francia. Infine, la talassoterapia, sviluppatasi a fine XVIII secolo acquisisce, nell'800, un'importanza sempre più rilevante a tal punto che in Toscana furono costruiti i primi ospedali al mare per i soggetti affetti da rachitismo e da adenite tubercolare. Molta fu anche la propaganda, dovuta soprattutto al medico fiorentino Giuseppe Barellai, sull'uso della talassoterapia come profilassi antitubercolare.

## L'idrologia nel ‘900

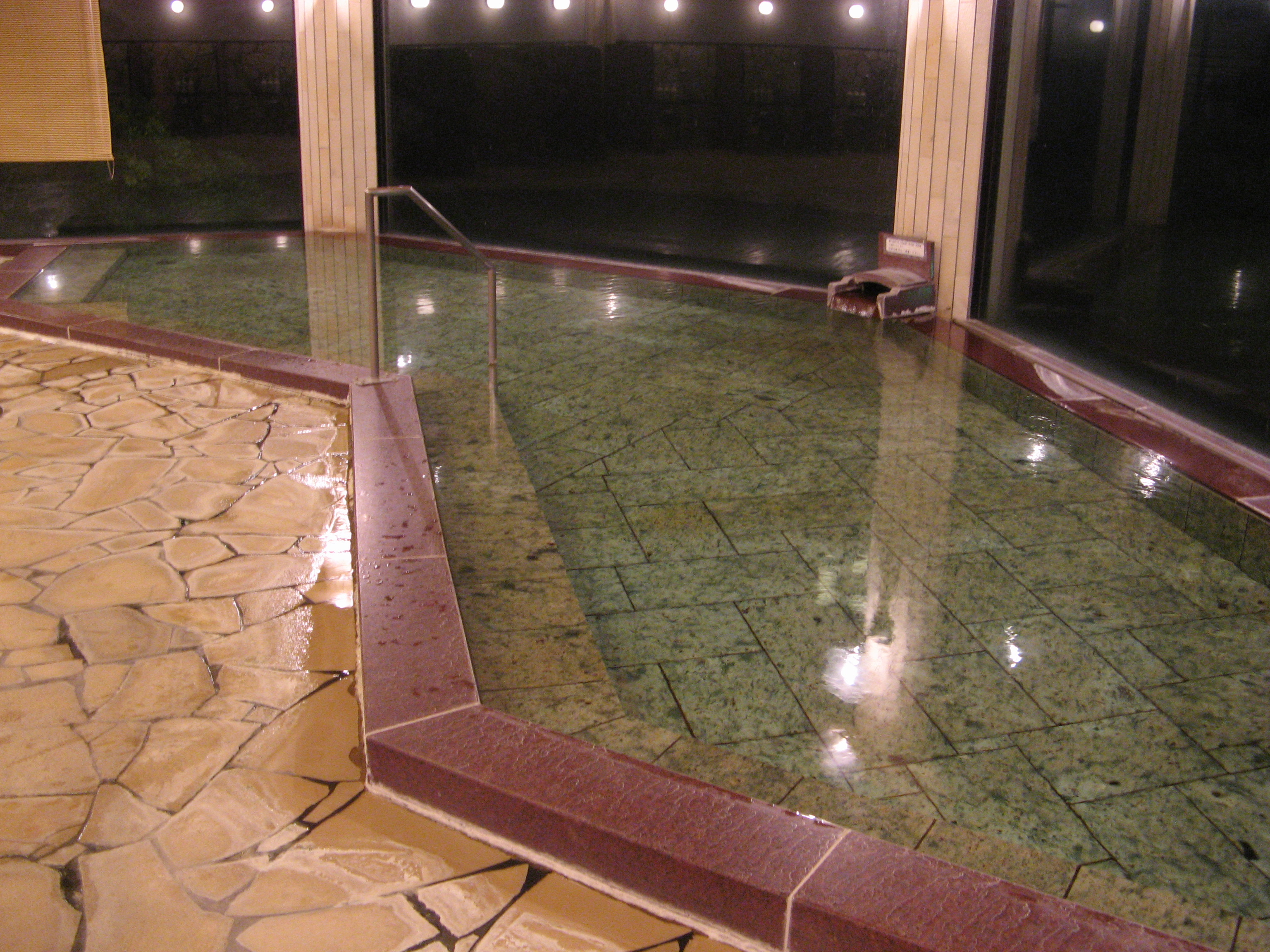
Moderna vasca termale

È a inizio ‘900 che si arriva a una svolta fondamentale sulla ricerca per le specificità delle acque minerali grazie alle nuove acquisizioni (sia conoscitive che strumentali) in campo chimico-fisico e fisiopatologico atte a evidenziare la sede e il meccanismo d'azione delle acque stesse. Grazie alle nuove scoperte, gli scienziati Marotta e Sica, in base alla composizione chimica delle acque, poterono stilarne una lista ad oggi ancora in vigore. Molto importante fu anche lo studio condotto sui fanghi per interpretarne le caratteristiche chimico-fisiche e terapeutiche. Vennero realizzati, quindi, vari apparecchi per cure intestinali o ginecologiche e si crearono, infine, i primi apparecchi per sfruttare le proprietà dei vapori delle acque: in Francia ad esempio, negli anni '40, nelle stazioni termali sulfuree, vennero adottati i primi apparecchi di aerosol termale a circuito aperto.